# Powerless (historieta)
Powerless es el título de una serie limitada de cómics escrita por Matt Cheaniss y Peter Johnson y dibujada por Michael Gaydos publicada originalmente por la editorial estadounidense Marvel durante los años 2004 y 2005.
En dicha serie se plantea una versión alternativa del Universo Marvel en el que no existen superpoderes, centrándose especialmente en la vida de Peter Parker, Matt Murdock y Logan (Spider-Man, Daredevil y Wolverine, respectivamente, en la continuidad tradicional).

## Publicación
La editorial Marvel publicó en forma de cómics de 24 páginas los seis números de la serie desde agosto de 2004 a enero de 2005 a razón de uno por mes. En enero de 2005, recopiló todos en un solo tomo.

### España
Con el título de Powerless, dentro de la colección 100% Marvel, y resaltando que era un cómic protagonizado por Spiderman y Lobezno (nombre que recibe Wolverine en España), la editorial Panini publicó en junio de 2005 un tomo que recopilaba los seis números de la edición original.

## Trama
William Watts es un psicólogo con alopecia que tras despertar después de estar tres días en coma se ve asaltado por las extrañas visiones y sueños que tuvo en su letargo: Un mundo con superhéroes, con gente con coloridos uniformes y asombrosos poderes, que salvan al mundo y reparten justicia. No puede evitar tener la sensación de que su mundo, gris y anodino, no es el real.
Su vida comienza a complicarse cuando en su camino se cruzan el joven Peter Parker, Matt Murdock y Logan.
Parker es un joven con un brazo deformado y con parálisis tras haber sido mordido por una araña radiactiva, que es acosado por el empresario Norman Osborn para que le revele los secretos del proyecto Iron Man en el que trabaja como becario para Industrias Stark.
Murdock es un abogado invidente que necesita de la ayuda de Watts para que elabore un informe forense de la salud mental de un cliente, Frank Castle, acusado de asesinato, dentro de un caso que podría incriminar como jefe del hampa de Nueva York al hombre de negocios y filántropo llamado Wilson Fisk.
Logan es un asesino amnésico que porta unas cuchillas retráctiles en sus antebrazos, que necesita a Watts para recordar su pasado y demostrar que no es el responsable del asesinato de Charles Xavier, uno de los pacientes del psicólogo.
Watts, abrumado de repente por ser la pieza clave en la vida de tanta gente, decide no obstante ayudarles, pues sus visiones le evocan recuerdos de otra vida, de otro mundo, en el que esas personas son realmente superhéroes.
Gracias a él, Peter logra librarse del acoso de Osborn; Logan descubre una conspiración gubernamental tras el nombre de Plan Fénix y que formaba parte de él como un asesino denominado Arma X; y Murdock, aunque resulta asesinado, logra exonerar a Frank Castle de los cargos de asesinato.

## Cameos
A lo largo de la serie aparecen de manera breve y sin importancia para la trama, personajes que en la mayoría de cómics de la editorial tienen papeles destacados como superhéroes, pero que en esta ocasión no han desarrollado habilidades sobrehumanas.
- La doctora que atiende a William Watts tras despertar del coma es tradicionalmente Mujer Invisible. El marido de esta, fuera de este cómic, es Mr. Fantástico.
- La primera paciente que acude a la consulta del Dr. Watts tras ser dado de alta es Emma Frost, ella le dice a Watts que su novio, Scott Sumers, la dejó por otra, Jean Grey.
- En la agenda donde anota las citas puede leerse J. Jones y L. Cage. Hace referencia a Jessica Jones y Luke Cage.
- El personaje que Watts se encuentra antes de su primera visita a Murdock es el Doctor Strange, en esta ocasión, un adivino callejero.
- El paciente con problemas de control de ira, Bruce Banner, es en los cómics tradicionales Hulk.
- El asesino a sueldo de Kingpin es Bullseye.
- La mujer que trabaja en el proyecto del cual es parte Wolverine, resulta ser Mística
- El paciente al que atiende Watts antes de que Peter le interrumpa, es en el mundo real el guionista de cómics Brian Michael Bendis.
- Al final de la historia se revela que William Watts desempeña en el cómic el papel del Vigilante, es decir, registrar todo lo que acontece en el cosmos.

## Portadas
- La portada del número 2 de la edición original, obra de Tony Harris, es un homenaje a la portada de Joe Quesada para el número 2 de la miniserie Origin, protagonizada por Wolverine, que Marvel publicó en 2002.
- La portada del número 3, también de Harris, lleva el título de ``Powerless`` con los caracteres que habitualmente se emplean en el título de la serie Daredevil. Debajo, en vez del habitual subtítulo de ésta The man without fear! ("el hombre sin miedo", en español), puede leerse No man is without fear! ("no hay ningún hombre sin miedo", en español).
- La portada del número 5, obra de Greg Land, es un homenaje a la portada que Todd McFarlane realizó para el número 340 de la edición estadounidense del cómic The Incredible Hulk.
- La portada del número 6, de Steve McNiven, es un homenaje a la portada del número 1 de Giant-Size X-Men, firmada por Gil Kane. McNiven, además, atribuye esta portada a Dave Cockrum, autor de los dibujos que iban dentro de éste.